# Bistum Providence
Das Bistum Providence (lat. Dioecesis Providentiensis, englisch Diocese of Providence) ist eine in den Vereinigten Staaten gelegene römisch-katholische Diözese mit Sitz in Providence, Rhode Island.

## Geschichte
Das Bistum Providence wurde am 16. Februar 1872 durch Papst Pius IX. aus Gebietsabtretungen der Bistümer Boston und Hartford errichtet. Am 12. März 1904 gab das Bistum Providence die im Bundesstaat Massachusetts gelegenen Teile seines Territoriums (Counties Bristol, Barnstable, Dukes and Nantucket) zur Gründung des Bistums Fall River ab.
Es ist seit 1953 dem Erzbistum Hartford als Suffraganbistum unterstellt; bei der Gründung unterstand es zunächst dem Erzbistum New York und wechselte 1875 zur neuen Metropolie Boston.

## Territorium
Das Bistum Providence umfasst den gesamten Bundesstaat Rhode Island. Es ist damit eines der wenigen Bistümer in den USA, dessen Grenzen deckungsgleich mit denen eines Bundesstaates sind. Laut einer Erhebung der Gallup Organization ist Rhode Island derjenige unter den US-Bundesstaaten, der den höchsten Katholikenanteil aufweist.

## Bischöfe von Providence
- Thomas Francis Hendricken, 1872–1886
- Matthew Harkins, 1887–1921
- William Augustine Hickey, 1921–1933
- Francis Patrick Keough, 1934–1947, dann Erzbischof von Baltimore
- Russell Joseph McVinney, 1948–1971
- Louis Edward Gelineau, 1971–1997
- Robert Edward Mulvee, 1997–2005
- Thomas Joseph Tobin, 2005–2023
- Richard Henning, 2023–2024, dann Erzbischof von Boston
- Bruce Lewandowski CSsR, seit 2025